# Calcarina
Calcarina es un género de foraminífero bentónico de la familia Calcarinidae, de la superfamilia Rotalioidea, del suborden Rotaliina y del orden Rotaliida. Su especie tipo es Nautilus spengleri. Su rango cronoestratigráfico abarca desde el Plioceno hasta la Actualidad.

## Clasificación
Calcarina incluye a las siguientes especies:
- Calcarina baculatus
- Calcarina brevis
- Calcarina calcitrapoides
- Calcarina clavigera
- Calcarina defrancei
- Calcarina exuberans
- Calcarina defrancei
- Calcarina gaimardi
  - Calcarina gaimardi luzonensis
- Calcarina gaudichaudii
- Calcarina guamensis
- Calcarina hainanensis
- Calcarina hispida
- Calcarina lecalvezae
- Calcarina longispina
- Calcarina mayori
- Calcarina quoyi
- Calcarina rotula
- Calcarina spengleri
- Calcarina tetraedra
- Calcarina umbilicata

Otras especies consideradas en Calcarina son:
- Calcarina calcar, aceptado como Neorotalia calcar
- Calcarina pulchella, aceptado como Asterorotalia pulchella
- Calcarina samarensis, de posición genérica incierta
- Calcarina stellata, aceptado como Pararotalia stellata